# Дубовицкий сельсовет
Дубови́цкий сельсовет — муниципальное образование со статусом сельского поселения в Хомутовском районе Курской области Российской Федерации.
Административный центр — село Дубовица.

## История
Статус и границы сельсовета установлены Законом Курской области от 21 октября 2004 года № 48-ЗКО «О муниципальных образованиях Курской области».

## Население
| 2002 | 2010 | 2012 | 2013 | 2014 | 2015 | 2016 |
| ---- | ---- | ---- | ---- | ---- | ---- | ---- |
| 547  | ↘420 | ↘408 | ↘397 | ↘361 | ↘343 | ↘329 |
| 2017 | 2018 | 2019 | 2020 | 2021 |      |      |
| →329 | ↘321 | ↘314 | ↘304 | ↗307 |      |      |

## Состав сельского поселения
| № | Населённый пункт | Тип населённого пункта       | Население |
| - | ---------------- | ---------------------------- | --------- |
| 1 | Дубовица         | село, административный центр | ↘355      |
| 2 | Поляна           | посёлок                      | ↘6        |
| 3 | Сетки            | посёлок                      | ↘17       |
| 4 | Хатуша           | деревня                      | ↘27       |
| 5 | Шагарово         | село                         | ↘1        |
| 6 | Ясная Поляна     | село                         | ↘14       |